# FK Dnyipro
A Dnyipro (ukránul: Футбольний клуб Днiпро Днiпропетровськ, magyar átírásban: Futbolnij Klub Dnyipro Dnyipropetrovszk) egy ukrán labdarúgócsapat Dnyipróban.  Egy évvel az Európa Liga döntője után a 2016/17-es szezon végén kiestek az élvonalból. Anyagi gondok miatt a 2017/18-as bajnoki szezont csak az ukrán harmadosztályban kezdhették meg. 

## Sikerei
Szovjetunió
- Szovjet bajnok

2 alkalommal (1983, 1988)
- Szovjet labdarúgókupa-győztes

1 alkalommal (1989)
- Szovjet labdarúgó-szuperkupa-győztes

1 alkalommal (1988)
Ukrajna
- Európa-liga-döntős

1 alkalommal (2015)

## Külső hivatkozások
- A Dnyipro Dnyipropetrovszk hivatalos oldala Archiválva 2011. február 24-i dátummal a Wayback Machine-ben (oroszul)